# Conquista mongola dello Yunnan
La conquista mongola dello Yunnan fu promossa dal IV Khagan (imperatore) mongolo Möngke Khan (r. 1251-1259) e realizzata da suo fratello Kublai Khan nel 1253. La definitiva occupazione territoriale dello Yunnan, allora politicamente rappresentato dal Regno di Dali e da una serie di potentati minori, fu terminata nel 1257.
L'occupazione mongola dello Yunnan, antecedente la fondazione da parte di Kublai della dinastia Yuan (1271-1368), poi seguita dalla riconquista Ming, incluse in via definitiva quest'area nei confini della Cina e l'istituzione, ivi come altrove, del sistema dei capi-locali (c.d. "Tusi") che sarebbe stato poi ripreso ed ampliato dalla dinastia Ming (1368-1644).
Al momento della dissoluzione dell'Impero mongolo, lo Yunnan venne incluso nelle terre del Gran Khanato della dinastia Yuan di Kublai Khan e gli fornì una preziosa testa di ponte per le sue mire espansionistiche nel Sud-est asiatico (v.si Invasioni mongole del Sud-est asiatico).

## Contesto

### Lo Yunnan al tempo dei mongoli

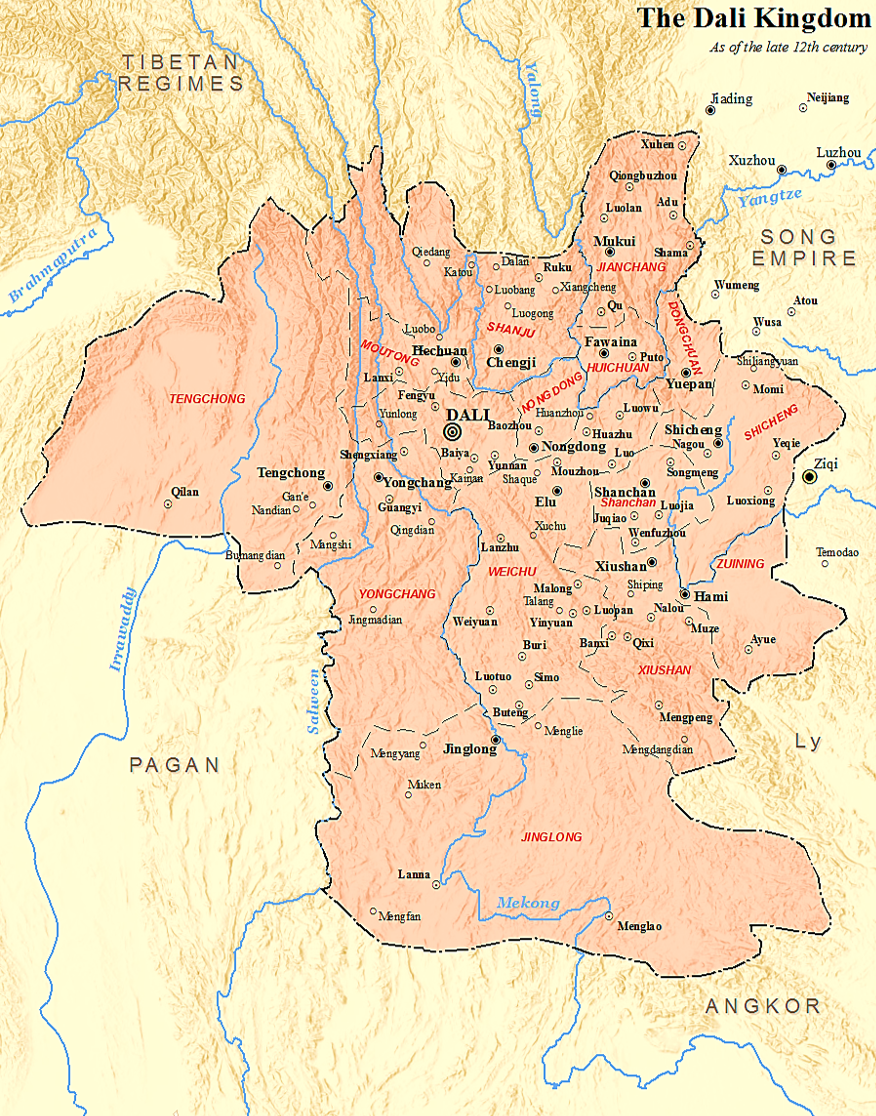
Il Regno di Dali al volgere del XII secolo.

L'Impero cinese era stato separato per secoli dall'Indocina da uno stato cuscinetto di etnia mista Yi-Bai (tibeto-birmani), il Regno di Nanzhao (zh. 南詔T, 南诏S, NánzhāoP, 737-902), poi divenuto Regno di Dali (zh. 大理國T, 大理国S, Dàlǐ GuóP, 937-1253), entrambi con Dali come capitale, chiamati dai birmani "Gandalarit" (ဂန္တလရာဇ်), dal Regno di Gandhāra. I regni basati su Dalì, occupanti il territorio dell'odierno Yunnan (Cina), erano una potenza a sé stante che aveva dialogato alla pari con l'Impero tibetano (zh. 吐蕃S, Tǔbō / TǔfānP, 618-842) e la Cina della dinastia Tang (618-907) prima e la Cina della dinastia Song (960-1266) dopo. La struttura politico-militare di Nanzhao e Dalì si era rifatta al modello cinese dei Tang pur rimanendo spiccatamente feudale ed al suo interno la distinzione tra le diverse componenti etniche era ben marcata: pur vantando una presunta discendenza dalla medesima popolazione ancestrale, i Cuanman (zh. 爨蠻S), attivi nello Yunnan nel periodo della storia cinese noto come "Dinastie del Nord e del Sud" (zh. 南北朝S, Nán-Běi CháoP, 420-589), gli Yi (o "Miwa Neri") si costituivano quale casta guerriera mentre i Bai (o "Miwa Bianchi") si costituivano quale casta burocratica. La dinastia che aveva fondato il Regno di Dalì sulle ceneri di Nanzhao, il clan Duan, professava etnia Han (cinese) ed origine nel Gansu anche se quasi certamente si trattava di un clan Bai.
Gli iniziali rapporti tra i regni di Dalì e il regno di Pagan, il suo vicino indocinese più prossimo, non sono ad oggi chiari e, poiché già gli eserciti a cavallo di Nanzhao si avventurarono in profondità in quella che oggi è la Birmania, occupando l'alta valle dell'Irrawaddy, favorendo il collasso delle città stato di Pyu che ivi prosperavano dal I secolo a.C., non è escluso un loro collegamento con la fondazione della città medievale di Bagan, capitale del regno di Pagan e/o della stessa dinastia ivi regnante. Il confine tra Dalì e Pagan (l'Indocina in generale) era un'ampia fascia di terre occupanti le odierne prefetture di Dehong, Baoshan e Lincang nello Yunnan e le regioni di Va e De'ang (presumibilmente nell'attuale Stato Shan settentrionale), che Pagan e Dalì avevano entrambi rivendicato, finendo con l'esercitarvi sfere d'influenza sovrapposte. Si trattava, allora come oggi, di terreni proibitivi, occupati da alte catene montuose e fitte foreste.
Ad est, il regno di Nanzhao aveva conteso ai Tang il controllo sul Vietnam del Nord, il c.d. "Annam", in un annoso conflitto (854-866) particolarmente oneroso per i cinesi, ed al principio del XI secolo il regno di Dalì era tornato a sconfinare in quelle terre, ora soggette al regno Đại Việt (zh. 大越S, Hán tựP, lett. "Grande Viet"), di etnia Viet (austroasiatica) e struttura politico-militare simil-cinese. Parimenti, Nanzhao aveva sconfinato a sud, attaccando il regno di Chenla (zh. 真臘T, 真腊S, ZhēnlàP, Chen-laW, 550-802), di etnia Khmer (austroasiatica), nell'attuale Cambogia, così spingendolo ad allacciare rapporti con la Cina dei Tang.
Concentrati a contenere la spinta dei popoli nomadi della steppa eurasiatica (i proto-mongoli Kitai della dinastia Liao e gli Jurchen della dinastia Jīn) nella Cina del Nord e geo-focalizzati sul bacino del Fiume Giallo, i Song, subentrati ai Tang nel dominio d'un Impero cinese ormai fortemente ridimensionato, avevano rinunciato in favore di Dalì alle terre a sud del fiume Dadu, facendo di Chengdu la metropoli cinese più orientale, contentandosi di ricevere dal regno meridionale un tributo ed allacciando fitte relazioni commerciali motivate dalla necessità Song di procacciarsi gli apprezzati e preziosi cavalli da guerra di Dalì, quanto la sconfitta loro inferta dagli Jurchen-Jīn (v.si Caduta di Kaifeng, 1127) li aveva costretti a spostare a sud la loro sfera d'ingerenza e privati dai pascoli a nord del Fiume Giallo.
Ad oggi ancora poco chiari e fonte di acceso dibattito sono invece i rapporti tra i regni di Dalì e l'importante movimento migratorio avviatosi nella sua forma più eclatante nel X secolo che aveva portato la confederazione etnica dei "Popoli tai" (daichi) dall'iniziale centro di sviluppo nel Guangxi cinese ad una nuova, vasta area d'insediamento dal nord del Vietnam al nord-est dell'India, precedentemente occupata dai Mon (austroasiatici). Gli insediamenti Tai diedero luogo a diversi sottogruppi etnici, tra i quali sarebbero emersi i Lao, i Tai Lü ed i Tai Yuan nelle valli del Mekong, i Siamesi in quelle del Chao Phraya e gli Shan in quelle del Saluen. Tra il XIII e il XIV secolo, tali gruppi avrebbero abbracciato la fede del buddhismo theravada che s'affermò in quasi tutta l'Indocina. I Tai presero gradualmente l'egemonia sulle vecchie municipalità Mon esistenti, ribattezzandole mueang (zh. 勐S, měngP) ed il loro signore fu chiamato saopha (in lingua birmana: sawbwa စော်ဘွား, trascriz. IPA: /sɔ̀ bwá/; chao fa in lingua thai: เจ้าฟ้า e in lingua lao: ເຈົ້າຟ້າ, letteralmente "signore dei cieli"). Secondo alcuni studiosi non-cinesi (es. laotiani) la già multietnica realtà dello Yunnan avrebbe anzitutto assorbito i tai o quanto meno le loro élite e proprio a ciò si sarebbe dovuto il sorgere del regno di Nanzhao prima e di Dalì dopo.

### La spinta mongola verso la Cina meridionale
Entro il 1250, l'Impero mongolo fondato da Gengis Khan (r. 1206-1227), controllava vasti tratti dell'Eurasia, tra cui gran parte dell'Europa orientale, l'Anatolia, l'Asia occidentale e l'Asia centrale, la natia Mongolia ed il Tibet, la Cina del Nord e la Manciuria strappate agli Jurchen-Jīn. Era però ancora aperta la contesa con i Song, nel sud della Cina, per l'assoggettamento della totalità dell'Impero Celeste e, in questo contesto, il IV Khagan (imperatore) dei mongoli, Möngke Khan (r. 1251-1259) pianificò un attacco a tenaglia da tre direzioni contro i Song, aggirandone i confini ai danni dei regni limitrofi.
Per evitare un costoso assalto frontale contro i Song, comportante il rischioso attraversamento del basso corso dello Yangtze, Möngke decise infatti di stabilire una base operativa nel sud-ovest della Cina, fuori dalle terre Song, da cui organizzare un attacco al fianco del nemico. Al kuriltai/kurultaj (tartaro: Qorıltay, mongolo: ᠬᠤᠷᠠᠯᠲᠠᠢ, Хуралдай, Khuraldai), il concilio politico militare dell'aristocrazia mongolo-altaica durante il quale venivano discusse le strategie militari, dell'estate 1252, Möngke ordinò pertanto al fratello Kublai di guidare la campagna a sud-ovest contro i Song nel Sichuan. Quell'autunno, 100 000 mongoli avanzarono pertanto verso il fiume Tao, poi penetrarono nel bacino del Sichuan, sconfiggendovi un esercito di Song e stabilendovi una base importante.

## Gli schieramenti

### Mongoli

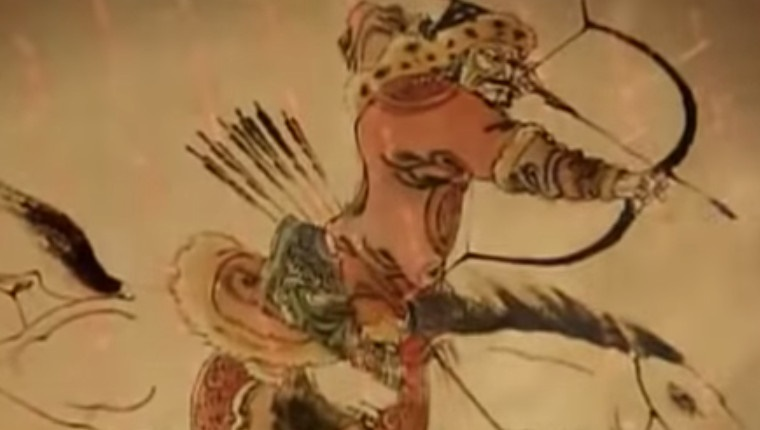
Arciere mongolo a cavallo.

La spina dorsale dell'esercito mongolo era costituita dagli arcieri a cavallo e, in generale, l'orda mongola nel suo insieme era composta quasi unicamente da forze di cavalleria, soprattutto cavalleria leggera (arcieri a cavallo poco o nulla corazzati) ma anche cavalleria pesante (arcieri a cavallo e/o lancieri con armatura). Ogni soldato mongolo manteneva tipicamente 3 o 4 cavalli. Il reclutamento si basava su di un sistema socio-militare che organizzava l'orda in unità decimali: decurie (Arban), centurie (Yagun), chiliarchie (Minghaan) e miriarchie (Tumen). L'armata mongola standard era composta da 2-3 tumen che tipicamente avanzavano su un ampio fronte, profondo cinque linee: le prime tre composte da arcieri a cavallo e le ultime due da lancieri. L'armata era sempre divisa in tre corpi: ala sinistra (Jungar), centro (Khol) e ala destra (Baraunghar). Il comando era affidato a notabili dell'impero (noyan), solitamente almeno un membro della schiatta gengiscanide eventualmente affiancato da uno o più condottieri di provata competenza.
Le descrizione giunteci dell'attacco mongolo allo Yunnan conferma una strategia d'invasione "classica" da parte dei mongoli: Kublai Khan, il principe gengiscanide al comando dell'armata ma con la supervisione del più capace Uriyangkhadai, figlio del famoso generale Subedei, divise la sua armata in tre corpi e mosse contro il paese nemico. L'ammontare delle sue forze era probabilmente di 3 miriarchie (30 000 uomini), circa un terzo della forza d'invasione che aveva portato nel Sichuan per fare guerra ai Song.

### Regno di Dalì

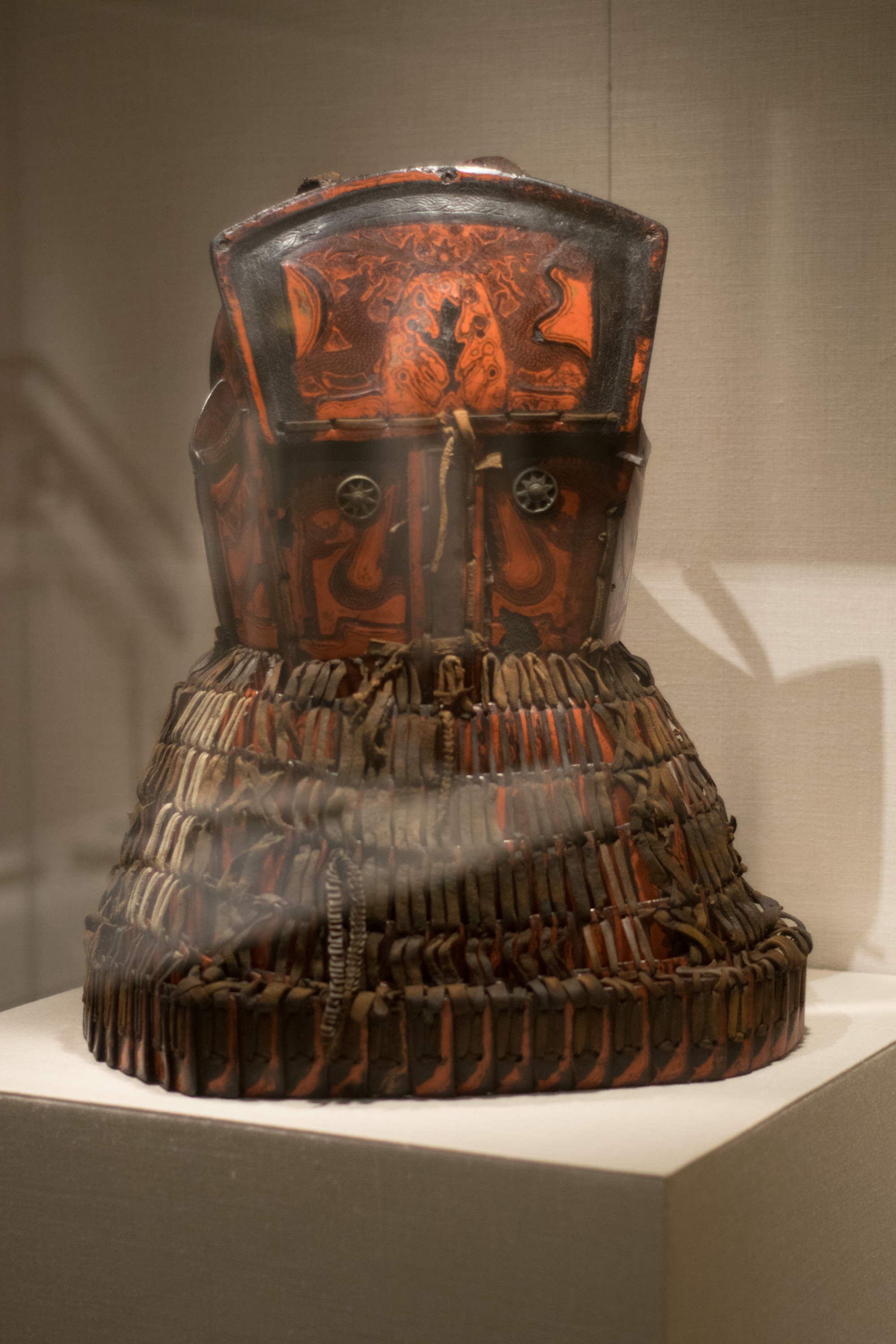
Armatura laccata del Regno di Dalì.

Similarmente al regno di Nanzhao, il regno di Dalì disponeva d'un esercito composto da un'armata professionista permanente, leve contadine e milizie indigene fornite dai capi locali. Già dai tempi di Nanzhao, lo Yunnan era noto per la qualità dei suoi cavalli da guerra e per l'abilità delle sue truppe di cavalleria. In base ai reperti pervenuti, l'armamento delle truppe di Nanzhao/Dalì differiva poco dai modelli cinesi.

Circa i potentati indigeni vassalli di Dalì e le loro milizie, non si dispone di dati certi per la valutazione della qualità delle truppe né dell'armamento. Gli scarsi reperti archeologici confermano comunque, come per il centro propulsore di Dalì, armi ed armature di modello cinese, seppur arcaico. La buona conoscenza del territorio, caratterizzato nello Yunnan da notevoli e particolari asperità, li rendeva però certamente pericolosi ed efficienti se utilizzati come forze di disturbo/guerriglia: es. il supporto degli Yi/Lolo durante la guerra civile Yuan nota come Guerra delle due capitali (zh. 兩都之戰T, 两都之战S, 1328-1332) permise al principe gengiscanide Tugel di resistere per diversi anni alle truppe inviate contro i lui da Khagan Jayaatu Khan (r. 1328-1332).

## La campagna

### Casus belli
Quando Khagan Möngke venne a sapere che re Duan Xingzhi di Dalì si rifiutava di negoziare e che il suo cancelliere Gao Xiang, capo del clan Bai che dal XI secolo aveva reso i Duan dei sovrani fantoccio, aveva assassinato gli inviati mongoli, pretese la resa di Dalì ed ordinò a Kublai e Uriyangkhadai di attaccare il regno meridionale nell'estate del 1253.

### La conquista di Dalì

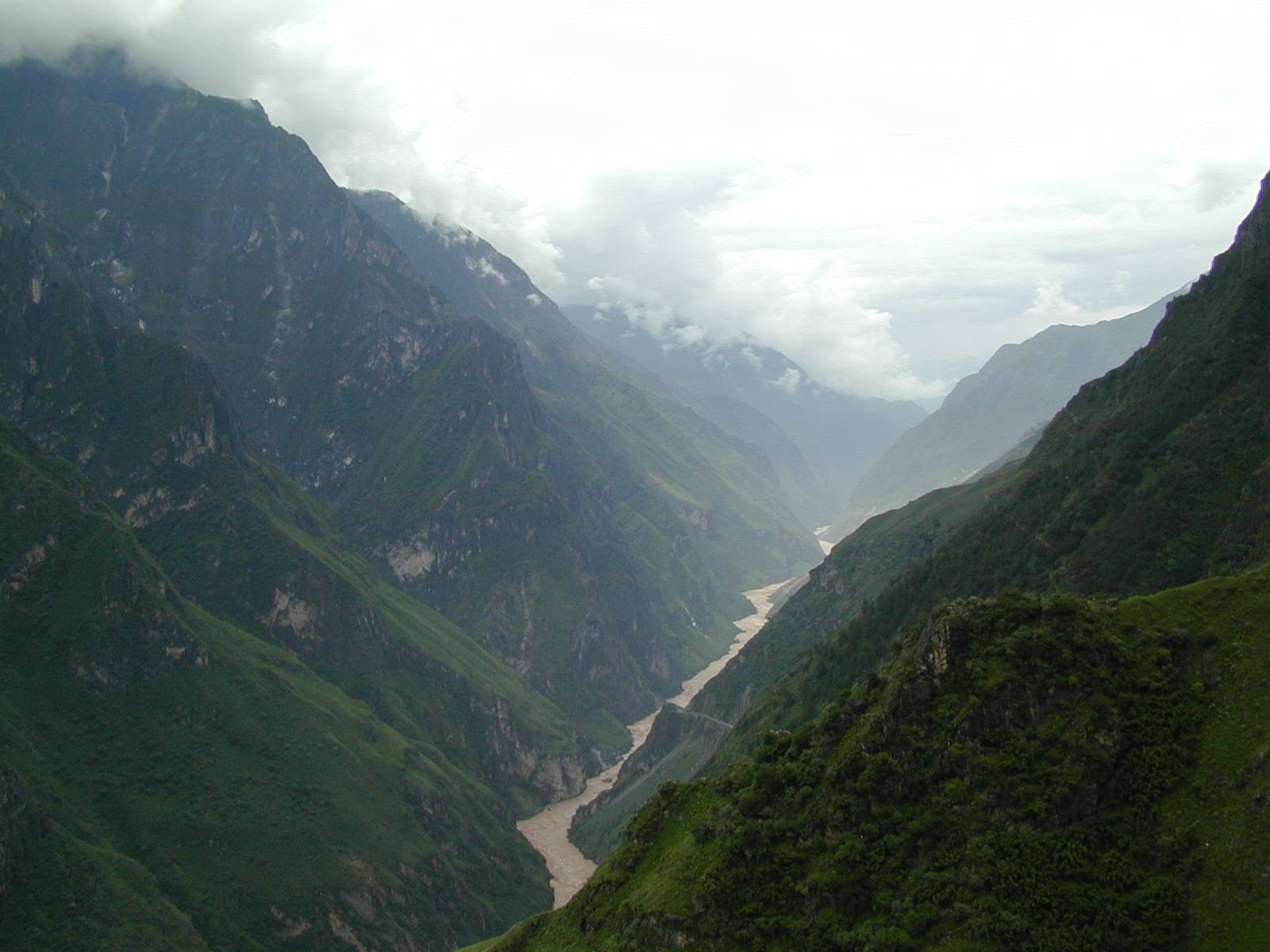
Il fiume Jinsha che scorre attraverso il fondo della Gola del Salto della Tigre.

Nel settembre 1253, Kublai Khan guidò l'attacco contro Dalì. Come di consueto per i mongoli, organizzò una penetrazione a tridente nel territorio nemico: una colonna occidentale, al comando di Uriyangkhadai, attraversò l'odierno Gansu, passando il Tibet orientale (formalmente annesso all'Impero mongolo da un paio d'anni per opera di Möngke), e penetrò nello Yunnan da nord; una colonna orientale, al comando di Wang Dezhen, marciò a sud dal Sichuan e passò appena ad ovest della piazzaforte Song di Chengdu, prima di riunirsi brevemente con l'esercito di Kublai nella città di Xichang; una colonna centrale, al comando del principe Kublai, impegnava nel frattempo apertamente le truppe di Duan Xingzhi lungo il corso del fiume Jinsha, il più occidentale dei maggiori rami sorgentizi dello Yangtze. Dopo diverse scaramucce in cui le forze di Dalì respinsero ripetutamente le incursioni mongole, Kublai attraversò il fiume nottetempo su zattere di pelle di pecora gonfiate e mise in rotta le posizioni difensive nemiche.
Con le forze indigene allo sbando, le tre colonne mongole si riunirono e puntarono sulla capitale, Dalì, conquistandola rapidamente il 15 dicembre. Anche se il sovrano nemico aveva rifiutato l'ordine di sottomissione di Kublai, la capitale e i suoi abitanti furono risparmiati dal principe, chiaramente intenzionato ad instaurare rapporti collaborativi con i locali. Duan Xingzhi e Gao Xiang fuggirono entrambi: Gao fu presto catturato e decapitato ed il suo clan, incentrato nel dominio di Yao'an, inviso ai mongoli perché reo della morte degli emissari di Möngke Khan, fu pesantemente vessato. Duan Xingzhi raggiunse Shanchan (presso l'odierna Kunming) e avviò la resistenza anti-mongola con il supporto dei clan locali.
Alla fine del 1254, Kublai tornò a Karakorum (Mongolia), la capitale imperiale gengiscanide, per consultarsi con il fratello, mentre Uriyangkhadai fu lasciato nello Yunnan per pacificarlo.

### La sottomissione dello Yunnan
Tra il 1254 ed il 1257, Uriyangkhadai condusse diverse campagne contro gli Yi, i Bai e le altre etnie affini che creavano intorno ai confini del regno di Dalì propriamente detto una costellazione di domini e principati.
 
Come anticipato, i Gao del dominio di Yao'an (zh. 姚安土司S, Yáo'ān TǔsīP), al confine tra Yunnan e Sichuan, furono rapidamente costretti alla sottomissione. Il principotto Moubao Acong (zh. 牟保阿琮S) del clan Mou/Mu, signore di quello che divenne noto come il dominio di Lijiang (zh. 麗江土司T, 丽江土司S, Lìjiāng tǔsīP), di etnia tibeto-birmana Naxi (zh. 纳西族S, Nàxī zúP), incentrato sul prospero snodo commerciale dell'antica via del tè di Dayan (zh. 大研S), si arrese ai mongoli poco dopo la loro occupazione di Dalì, con buona probabilità pacificamente. Lo stesso fece He Zi (zh. 和字S) del dominio di Yongning (zh. 永寧土司T, 永宁土司S, Yǒngníng TǔsīP), di etnia Mosuo (zh. 摩梭S, MósuōP) affine ai Naxi, alla convergenza dei confini di Yunnan, Tibet e Sichuan, nelle terre del lago Luguhu.

Nell'autunno del 1255, re Duan Xingzhi fu finalmente catturato: i mongoli lo risparmiarono e confermarono sul trono con il titolo sanscrito di maragià (zh. 摩訶羅嵯S, maheluocuoP), affiancandolo ad un Commissario per la Pacificazione. Duan fu forse spinto tra le braccia dei mongoli dalla gratitudine per averlo liberato non solo del cancelliere Gao ma di tutto il suo clan, ora docile vassallo degli invasori, svincolando così la famiglia reale dall'umiliante sudditanza ai Gao che li opprimeva da due secoli.
All'inizio del 1257, Uriyangkhadai tornò nel Gansu e inviò messaggeri alla corte di Möngke a Karakorum per informare il sovrano che lo Yunnan era ora saldamente sotto il controllo mongolo: lo stesso Duan Xingzhi aveva omaggiato il Khagan con preziose mappe del suo regno. Soddisfatto, Möngke onorò e ricompensò generosamente il suo generale per l'ottimo risultato. Uriyangkhadai successivamente tornò nello Yunnan ed iniziò a prepararvi le prime incursioni mongole nel Sud-est asiatico (v.si seguito).

## Conseguenze

### Annessione dello Yunnan alla Cina
Come avevano fatto durante altre invasioni, a Dalì i mongoli lasciarono al potere la dinastia indigena sotto la supervisione di funzionari mongoli, procedendo alla loro consueta riorganizzazione della popolazione di chiliarchie e miriarchie. Nel 1267, Kublai arrivò addirittura ad intronare il suo quinto figlio Kokechi come yunnanwangP, lett. "Principe dello Yunnan" per annettere a tutti gli effetti la strategica regione nel sistema di appannaggi cui i gengiscanidi ricorrevano in ossequio allo Yasa di Gengis Khan. Già nel 1271 però, due alti funzionari mongoli avvelenarono Kokechi e si ribellarono a Kublai. Sebbene soppressa, la ribellione rivelò la debolezza di un controllo centrale allentato, cagione i conflitti dinastici nel Nord della Cina ed in Mongolia che distraevano il Khagan (v.si Guerra tra Kaidu e Kublai) e le battute finali della decennale campagna contro i Song (v.si assedio di Xiangyang), oltre alla mancanza di funzionari locali capaci e leali. Nel 1273, Kublain riformò pertanto la provincia e l'affidò al semu di origini turkmene Ajall Shams al-Din Omar quale governatore. Il capoluogo della provincia fu portato a Zhongjing Cheng (odierna Kunming), la città "cinese" fatta costruire da Shams al-Din presso il sito dell'avamposto commercial-militare di Tuodong (zh. 拓東S) di fondazione Nanzhao, e la città di Dalì entrò in una fase di declino.
I membri dell'ex-clan imperiale Duan del regno di Dalì furono nominati governatori generali con autorità nominale usando il titolo di 大理總管S, Dàlǐ ZǒngguǎnP, lett. "Amministratore capo di Dalì" e i capi locali, come i sopracitati Moubao Acong di Lijiang e He Zi di Yongning, furono cooptati con una varietà di titoli come amministratori semi-autonomi della regione. Fu l'origine del c.d. "Sistema Tusi" o 土司制度S, Tǔsī ZhìdùP, lett. "Sistema dei capi nativi", secondo taluni storici dovuto proprio ad una felice intuizione di Shams al-Din. Il sistema avrebbe avuto largo successo, venendo impiegato dagli Yuan, e poi ripreso dalla successiva dinastia Ming (1368-1644), anche nel Sichuan e nel più meridionale Guizhou, dove i capi delle tribù e/o dei principati/domini locali furono autorizzati a mantenere i loro titoli in cambio della sottomissione.
Fu invece certamente Shams al-Din ad avviare la sinizzazione dello Yunnan: promosse la scolarizzazione per diffondere gli ideali del Confucianesimo; favorendo la diffusione tra i locali del vestiario tipico cinese, anzitutto utilizzato come dono per i tusi; ecc. Gli Yuan favorirono inoltre la migrazione nello Yunnan di coloni d'etnia Han, anche in questo caso anticipando una politica poi ripresa ed implementata dai Ming, promuovendo anche opere di bonifica agricola: es. Shams al-Din liberò 10 000 qing di terra coltivabile tramite una bonifica del Lago Dian. Chiaramente, gli invasori istituirono guarnigioni militari nel territorio appena conquistato, presidiate principalmente da musulmani d'etnia turca provenienti dall'Asia centrale, così favorendo la diffusione dell'Islam in quelle contrade, ed estesero allo Yunnan il sistema delle stazioni postali (zh. zhanchi) lungo le principali vie di comunicazione: ne costruirono in tutto 78, di cui 74 stazioni per il cambio delle some (zh. mazhan), intorno alle quali gravitavano più di 2 000 cavalli ed una trentina di buoi, e 4 stazioni di rifornimento/adacquatorie (shuizhan) presso le quali erano allocate due dozzine di pecore.

### Spinta mongola verso il Sud-est asiatico
L'annessione dello Yunnan all'Impero mongolo ebbe importanti ripercussioni militari. Nel breve termine, come pianificato da Möngke, permise l'attacco a tridente contro i Song, poi sfortunatamente vanificato dalla prematura morte del Khagan e dalla conseguente contesa dinastia tra i suoi fratelli (v.si Guerra civile toluide, 1260-1264). L'occupazione mongola dello Yunnan tagliò inoltre i rifornimenti di cavalli da guerra ai Song, debilitandoli militarmente. Nel lungo termine, l'inclusione della regione nel sistema burocratico-militare della corte Yuan a partire dal 1271 garantì a Kublai Khan una prezioso testa di ponte per organizzare, supportare e coordinare le sue mire espansionistiche verso l'Indocina e l'Arcipelago malese. In quest'ottica, lo studioso Bin Yang ha anche osservato l'importante dispiego militare fornito dal clan Duan a Kublai per l'attacco ai regni dell'Indocina settentrionale: sia il Regno Pagan sia il Đại Việt (quanto meno nella prima campagna), oltre a rimarcare che il controllo mongolo sugli allevamenti di cavalli dello Yunnan giocò a loro favore nella guerra contro i Viet, altri storici importatori dei cavalli da guerra di Dalì.

### Emergere degli Stati Tai-Shan
L'occupazione mongola dello Yunnan acuì (certo non innescò) la migrazione dei Tai verso l'Indocina. Per parte loro, i mongoli sfruttarono l'esperienza maturata nella sottomissione dello Yunnan per gestire i loro rapporti con i tai. Nell'Altopiano Shan, infatti, la presenza di ben localizzati e distinti gruppi tai permise il ricorso al sistema dei tusi garantendo così agli Yuan la creazione d'una fascia di micro-stati cuscinetto, i Koshanpye/Kopyidoung (my. ကိုးရှမ်းပြည်/ကိုးပြည်ငထ၁င်) o "Nove stati shan", tra loro, la Birmania, ove le loro incursioni portarono al collasso del regno Pagan e ad un conseguente periodo d'anarchia che sarebbe durato secoli, e la Cambogia dei Khmer.

### Esplicative
1. ↑  L'origine etnica dei regni di Nanzhao e Dalì è ancora oggi fonte d'un ricco dibattito internazionale - v.si (EN) Chris Baker, From Yue To Tai (PDF), in Journal of the Siam Society, 2002,  pp. 17-19.
2. ↑  Le fonti birmane, v.si Than Tun 1964, p. 136, parlando delle regioni Wa e Palaung i cui esatti confini, nel XIII secolo, potevano differire da quelli attuali. Stando a Marco Polo (v.si Yule 1874, p. 81 e Haw 2006, p. 104) Pagan attaccò Zardandan e i "Denti d'Oro" nel 1272. Se ciò corrisponde a verità, i confini di Wa e Palaung potrebbero essere stati quelli dei "Denti d'Oro" nelle odierne prefetture di Dehong e Baoshan.
3. ↑  Per il dettaglio sul sistema postale degli Yuan, v.si la descrizione fattane da Marco Polo ne Il Milione, cap. 97.

### Bibliografiche
1. ↑  Myint-U 2011, p. 167.
2. ↑  (EN) Nanzhao 南詔, su chinaknowledge.de.
3. ↑  Yang 2008, cap. 3 § ...
4. ↑  (EN) Liang Yongjia, Religious and Ethnic Revival in a Chinese Minority: The Bai People of Southwest China, 6 agosto 2018, ISBN 9780429944031.
5. ↑  Mote 1999, p. 710.
6. ↑  Coedès 1968, p. 95.
7. ↑  Myint-U 2006, pp. 51-52.
8. ↑  Myint-U 2011, p. 165.
9. ↑  Than Tun 1964, p. 136.
10. ↑  Myint-U 2011, p. 173.
11. ↑  (EN) Zhenping Wang, Tang China in Multi-Polar Asia: A History of Diplomacy and War, University of Hawaii Press, 2013,  pp. 116-134.
12. ↑  Pelliot 1904, p. 212.
13. ↑  (EN) Ann Heirman, Carmen Meinert e Christoph Anderl, Buddhist Encounters and Identities Across East Asia, BRILL, 2018,  p. 97, ISBN 978-9004366152.
14. ↑  Yang 2008, cap. 3 § 59-63.
15. 1 2  Yang 2008, cap. 3 § 66-69.
16. ↑  Yang 2008, cap. 1 § 96.
17. ↑  (EN) Pittayawat Pittayaporn, Layers of Chinese Loanwords in Protosouthwestern Tai as Evidence for the Dating of the Spread of Southwestern Tai (PDF), in MANUSYA: Journal of Humanities, Special Issue No. 20, 2014,  pp. 47-68, DOI:10.1163/26659077-01703004.
18. ↑  (EN) Grabowsky, Volker, The Northern Tai Polity of Lan Na (Babai-Dadian) Between the Late 13th to Mid-16th Centuries: Internal Dynamics and Relations with Her Neighbours (PDF), in Working Paper Series, n. 17, Asia Research Institute, gennaio 2004,  pp. 1-5. URL consultato il 9 agosto 2017 (archiviato dall'url originale il 9 agosto 2017).
19. ↑  (EN) Donald M. Seekins, Historical Dictionary of Burma (Myanmar), Scarecrow Press, 2006,  pp. 391-392, ISBN 0-8108-5476-7.
20. ↑  (EN) Baker, Christopher John e Phongpaichit, Pasuk, A History of Thailand, New York, Cambridge University Press, 2005,  pp. 1-7, ISBN 978-0-521-81615-1.
21. ↑  (EN) Zhenhe Zhou e Rujie You, Chinese Dialects and Culture, American Academic Press, 2017,  p. 187, ISBN 9781631818844. trad. da (ZH) 周振鹤 e 游汝杰, 方言与中国文化, Shanghai, 上海人民出版社, 1986.
22. 1 2  Allsen 2006, p. 405.
23. 1 2 3 4  Anderson 2014, p. 116.
24. ↑  (EN) David Nicolle, The age of Tamerlane, Osprey Publishing, 2000  [1990],  p. 12.
25. ↑  (EN) Rossabi Morris, All the Khan's Horses (PDF), su afe.easia.columbia.edu, ottobre 1994.
26. 1 2  Turnbull 2003, p. 22.
27. ↑  Phillips 1979, p. 34.
28. ↑  Historia Mongalorum, VI.6-12.
29. ↑  Turnbull 2003, p. 23.
30. ↑  Rossabi 2009, pp. 24-27.
31. ↑  Anderson 2014, pp. 109-110.
32. ↑  Storia degli Yuan, § 31.
33. 1 2  Herman 2020, p. 47.
34. ↑  Anderson 2014, p. 117.
35. 1 2 3 4  Allsen 2006, pp. 405-406.
36. ↑  Anderson 2014, p. 118.
37. 1 2 3 4 5  Yang 2008, cap. 4 § 34.
38. ↑  (EN) Chuan-kang Shih, Quest for Harmony: The Moso Traditions of Sexual Union and Family Life, Stanford University Press, 2009,  pp. 52-54, ISBN 9780804761994.
39. ↑  Atwood 2004, p. 613.
40. 1 2  Allsen 2006, p. 407.
41. ↑  Coedès 1968, p. 190.
42. ↑  Yang 2008, cap. 4 § 35.
43. ↑  Man 2006, p. 80.
44. ↑  (EN) Piper Rae Gaubatz, Beyond the Great Wall : urban form and transformation on the Chinese frontiers, Stanford University Press, 1996,  p. 78, ISBN 0804723990, OCLC 31970027.
45. ↑  Yang 2008, cap. 4 § 39-44.
46. ↑  Yang 2008, cap. 4 § 37.
47. ↑  (EN) John. E. Herman, Political Frontiers, Ethnic Boundaries and Human Geographies in Chinese History, a cura di Nicola Di Cosmo e Don J Wyatt, ill., Routledge, 2005, ISBN 1135790957.
48. ↑  (EN) Pamela Kyle Crossley, Helen F. Siu e Donald S. Sutton (a cura di), Empire at the Margins: Culture, Ethnicity, and Frontier in Early Modern China, Studies on China, vol. 28, ill., University of California Press, 2006, ISBN 0520230159.
49. ↑  Crossley, Siu e Sutton 2006, p. 143.
50. ↑  Yang 2008, cap. 5 § 49.
51. ↑  (EN) John W. Dardess, 3: Did the Mongols Matter? Territory, Power, and the Intelligentsia in China from the Northern Song to the Early Ming, in Paul Jakov Smith e Richard von Glahn (a cura di), The Song –Yuan-Ming Transition in Chinese History, Harvard University Asia Center, 2003,  p. 111, ISBN 9780674010963. URL consultato l'11 luglio 2016 (archiviato dall'url originale il 16 agosto 2016).
52. ↑  Yang 2008, cap. 5 § 44.
53. ↑  Yang 2008, cap. 4 § 47.
54. ↑  (EN) Morris Rossabi, The Muslims in the Early Yuan Dynasty, in John D. Langlois, Jr. (a cura di), China Under Mongol Rule, Princeton University Press, 2014  [1981],  p. 289, ISBN 9781400854097.
55. ↑  Yang 2008, cap. 1 § 75.
56. ↑  Yang 2008, cap. 1 § 101.
57. ↑  Yang 2008, cap. 1 § 102.
58. ↑  (EN) Yuting Du e Lufan Chen, Did Kublai Khan's Conquest of the Dali Kingdom Give Rise to the Mass Migration of the Thai People to the South? (PDF), in Journal of the Siam Society, vol. 77, 1989,  p. 36.
59. ↑  (EN) Michael Arthur Aung-Thwin e Maitrii Aung-Thwin, A History of Myanmar Since Ancient Times, ill., Honolulu, University of Hawai'i Press, 2012,  pp. 115-116, ISBN 978-1-86189-901-9.

### Fonti
- (AR) Rashid al-Din Hamadani, Jami' al-tawarikh, XIV secolo. ed. (EN) Rashid al-Din Hamadani, The Successors of Genghis Khan, traduzione di John Andrew Boyle, Columbia University Press, 1971.
- (LA) Giovanni da Pian del Carpine, Historia Mongalorum, 1245-1247. in  Giovanni da Pian del Carpine, Storia dei Mongoli, ed. critica, Spoleto, Centro italiano di studi sull'alto medioevo, 1989.
- Marco Polo, Il Milione, a cura di Antonio Lanza, ed.fuori commercio, L'Unità - Editori Riuniti, 1982  [circa 1298].  e (EN) Henry Yule (a cura di), The book of Ser Marco Polo, the Venetian, concerning the kingdoms and marvels of the East. Vol. 2., ed. critica, John Murray, 1874.
- (ZH) Song Lian (a cura di), 元史S, Yuán ShǐP, lett. "Storia di Yuan" [Storia degli Yuan], 二十四史S, Èrshísì ShǐP, lett. "Ventiquattro Storie", 1370.

### Studi
In italiano
- E.D. Phillips, L'impero dei Mongoli, Newton Compton, 1979  [1969].

In altre lingue
- (EN) Thomas Allsen, The rise of the Mongolian empire and Mongolian rule in north China, in Herbert Franke e Denis C. Twittchet (a cura di), The Cambridge History of China - Volume 6: Alien regimes and border states, 907—1368, Cambridge, Cambridge University Press, 2006,  pp. 321-413.
- (EN) James A. Anderson, Man and Mongols: the Dali and Đại Việt Kingdoms in the Face of the Northern Invasions, in James A. Anderson e John K. Whitmore (a cura di), China's Encounters on the South and Southwest: Reforging the Fiery Frontier Over Two Millennia, United States, Brill, 2014,  pp. 106-134, ISBN 978-9-004-28248-3.
- (EN) Christopher Pratt Atwood, Encyclopedia of Mongolia and the Mongol Empire, New York, Facts of File, 2004, ISBN 978-0-8160-4671-3.
- (EN) Megan Bryson, Goddess on the Frontier: Religion, Ethnicity, and Gender in Southwest China, Stanford University Press, 2016, ISBN 978-1503600454.
- (EN) George Coedès, The Indianized States of South-East Asia, 3.ª ed., University of Hawaii Press, 1968  [1944], ISBN 9780824803681.
- (EN) Pamela Kyle Crossley, Helen F. Siu e Donald S. Sutton (a cura di), Empire at the Margins: Culture, Ethnicity, and Frontier in Early Modern China, Studies on China, vol. 28, ill., University of California Press, 2006, ISBN 0520230159.
- (EN) Christian Daniels e Jianxiong Ma (a cura di), The Transformation of Yunnan in Ming China : From the Dali Kingdom to Imperial Province, Londra, Routledge, 2019, ISBN 9780429330780.
- (EN) Henry Rodolph Davies, Yün-nan: The Link Between India and the Yangtze, Cambridge University Pressa, 2010  [1906].
- (EN) Stephen G. Haw, Marco Polo's China: A Venetian in the Realm of Khubilai Khan, Taylor & Francis, 2006.
- (EN) John E. Herman, Amid the Clouds and Mist China's Colonization of Guizhou, 1200–1700, Harvard University Asia Center, 2020, ISBN 978-0-674-02591-2.
- (EN) John Man, Kublai Khan, Bantam Press, 2006.
- (EN) Frederick W. Mote, Imperial China: 900-1800, Cambridge, Massachusetts, Harvard University Press, 1999, ISBN 0674012127.
- (EN) Thant Myint-U, Where China Meets India: Burma and the New Crossroads of Asia, New York, Farrar, Straus and Giroux, 2011, ISBN 978-0-374-16342-6.
- (EN) Thant Myint-U, The River of Lost Footsteps—Histories of Burma, Farrar, Straus and Giroux, 2006, ISBN 978-0-374-16342-6.
- (FR) Paul Pelliot, Deux itinéraires de Chine en Inde à la fin du VIIIe siècle, in Bulletin de l'École Française d'Extrême-Orient, vol. 4, 1904,  pp. 131-413, DOI:10.3406/befeo.1904.1299. Ospitato su Persée.
- (EN) Morris Rossabi, Khubilai Khan: His Life and Times, University of California Press, 2009.
- (BM) Than Tun, Studies in Burmese History, vol. 1, Yangon, Maha Dagon, 1964.
- (EN) Turnbull S, Mongol Warrior 1200-1500, Osprey Publishing, 2003.
- (EN) Bin Yang, Between Winds and Clouds: The Making of Yunnan, su http://www.gutenberg-e.org/, Columbia University Press, 2008.